# Hovea clavata
Hovea clavata är en ärtväxtart som beskrevs av I.Thomps. Hovea clavata ingår i släktet Hovea och familjen ärtväxter. Inga underarter finns listade i Catalogue of Life.